# Loxosceles manuela
Loxosceles manuela là một loài nhện trong họ Sicariidae.
Loài này thuộc chi Loxosceles. Loxosceles manuela được miêu tả năm 1983 bởi Gertsch & Ennik.